# Мстёра (посёлок при станции)
Мстёра — железнодорожная станция в Вязниковском районе Владимирской области России. Входит в состав муниципального образования «Посёлок Мстёра».

## География
Посёлок расположен в 17 км на запад от города Вязники и в 13 км на юг от рабочего посёлка Мстёра.

## История
Посёлок при станции основан в 1862 году, после прокладки Московско-Нижегородской железной дороги. В конце XIX — начале XX века входил в состав Сарыевской волости Вязниковского уезда. В 1926 году в посёлке было 22 двора.
С 1929 года посёлок входил в состав Сарыевского сельсовета Вязниковского района Владимирского округа Ивановской Промышленной области, с 1936 года — в составе Ивановской области, с 1944 года — в составе Владимирской области, с 1983 года — центр Вязовского сельсовета, с 2005 года — в составе муниципального образования «Посёлок Мстёра».

## Население
| 1926 | 2002  | 2010  | 2021  |
| ---- | ----- | ----- | ----- |
| 82   | ↗1322 | ↘1257 | ↘1018 |

## Экономика
В посёлке находится Мстёрский завод стеновых керамических материалов, построенный на месте Мстёрского кирпичного завода, основанного в 1939 году. Введён в эксплуатацию новый завод в 1991 году. Базируется на Мстёрском месторождении высококачественного глинистого сырья соответствующего требованиям ГОСТ 9169-75 и пригодного в естественном составе для производства лицевого кирпича.